# Sagra
Pour les articles homonymes, voir Sagra (homonymie).

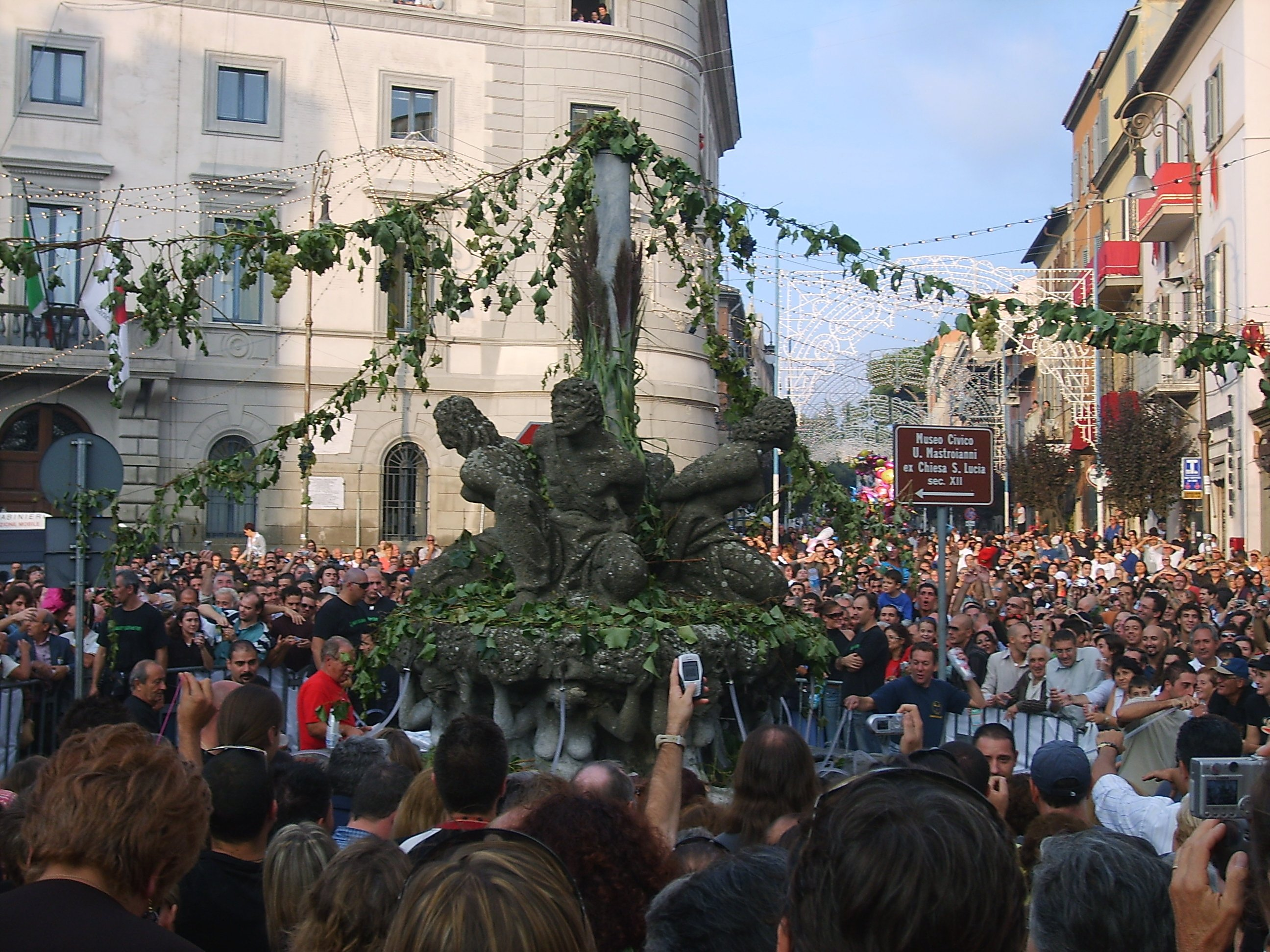
Sagra del vino (Fête du Raisin) à Marino, Italie. C'est le moment où les fontaines donnent du vin au lieu de l'eau

Sagra désigne en Italie une fête populaire traditionnelle: le terme est issu du latin sacrum (sacré). Elle a donc une origine religieuse, païenne ou chrétienne, célébrant  une communion entre les hommes et le sacré, célébrant la nature et ses fruits supposés naturels ou ceux de la culture humaine.

## Histoire
Les fêtes populaires de l'Antiquité étaient célébrées devant les temples et, à l'époque chrétienne, devant les églises (dont dérive le parvis, sagrato delle chiese). Les moments forts de l'année (l'hiver, le printemps, la moissons, les vendanges) étaient célébrés par des fêtes religieuses, par exemple, pour remercier la divinité ou pour proclamer la bonne saison.
Pendant les fêtes de l'Antiquité  étaient souvent pratiqués des sacrifices d'animaux, ou bien l'offre de produits de la terre, ensuite consommés par la communauté entière. Ce rite symbolique des origines s'est conservé  dans les différentes fêtes gastronomiques qui tournent souvent autour d'un plat traditionnel régional ou local.

## Tradition vivante en Italie
Le calendrier de l'Italie d'aujourd'hui est constellée de ces  fêtes traditionnelles et sacrées pour chaque période de l'année : 

### Festivités  religieuses
- Sagra del Rosario, Trissino
- Sagra di Santa Greca, Decimomannu
- Sagra della pettola natalizia, Conversano
- Sagra di sant'Efisio, Cagliari

### Festivités gastronomiques
- Sagra del Lattarino, Bracciano
- Sagra della Trippa, Passerano Marmorito
- Sagra degli Spaghetti, Amatriciana
- Sagra della Patata Fritta, Serra Pistoiese
- Sagra del Tartufo (de la truffe), Bondeno
- Sagra del Vino anno 2007 (du vin de 2007), Adelfia
- Sagra della Salsiccia (de la saucisse), Pontinvrea
- Sagra della Castagnata, (de la châtaigne), Norma
- Sagra della Panella (du pain), Castiglione Chiavarese
- Sagra del Pistacchio (de la pistache), Bronte
- Sagra della Mela Annurca (de la pomme), Valle di Maddaloni
- Sagra dei Funghi (des champignons), Cusano Mutri
- Sagra del Gorgonzola
- Sagra della salsiccia e della pastarella di magro, Gallese
- Sagra della Cassatela e del Coniglio Selvatico (... et du lapin sauvage), Agira
- Sagra della Polenta e dei frutti del sottobosco (de la polenta et des fruits du sous-bois), Novafeltria
- Sagra del vino tipico romagnolo, Cotignola
- Sagra della Ciaccia Fritta (du pain frit), Cortona
- Sagra dell'acciuga (des anchois), Monterosso al Mare

### Festivités à prétextes divers
- Sagra del Coccodrillo (du crocodile)  Rocca San Giovanni
- Sagra della "mmbrende du trappetere", Grumo Appula
- Sagra d’Autunno (de l'automne), à Rapallo en octobre
- Sagra del Pan-Zal di Rosa,  San Vito al Tagliamento
- Sagra del Carroccio